# Cerro de Oro, Mexiko
Cerro de Oro är en ort i Mexiko.   Den ligger i kommunen San Lucas Ojitlán och delstaten Oaxaca, i den sydöstra delen av landet, 300 km sydost om huvudstaden Mexico City. Cerro de Oro ligger 53 meter över havet och antalet invånare är 415.
Terrängen runt Cerro de Oro är kuperad åt sydväst, men åt nordost är den platt. Runt Cerro de Oro är det ganska glesbefolkat, med 40 invånare per kvadratkilometer. Närmaste större samhälle är Tuxtepec, 14,2 km öster om Cerro de Oro. Omgivningarna runt Cerro de Oro är en mosaik av jordbruksmark och naturlig växtlighet.